# نيشيودوغاوا-كو
نيشيودوغاوا-كو (باليابانية: 西淀川区) هو حي في اليابان، يقع في أوساكا، بلغ عدد سكانه 95,518 نسمة وذلك حسب إحصائيات سنة 2017، تبلغ مساحته 14.23 كيلومتر مربع.